# Biserica Sfântul Ferdinand din Napoli
Biserica Sfântul Ferdinand din Napoli (în italiană Chiesa di San Ferdinando) este o biserică din Napoli (Italia). Ea este situată în Piazza Trieste e Trento din centrul istoric al orașului.

## Istoric
Biserica, dedicată inițial Sfântului Francisc Xavier, a fost construită de iezuiți.
Construcția sa a fost discontinuă, proiectul suferind numeroase modificări; de fapt, au existat trei proiecte. Primul proiect, asemănător cu structura actuală a edificiului, avea doar două capele pe fiecare parte; el nu a fost finalizat, dar unele soluții au fost refolosite în propunerile succesive, care au culminat cu proiectul lui Cosimo Fanzago, în care au fost preluate, de asemenea, ideile lui Giovan Giacomo Di Conforto.
Apoi au fost elaborate alte proiecte, între care cel al iezuitului Agatio Stoia. În mod tradițional i se atribuie lui Cosimo Fanzago proiectul actual al bisericii; atribuirea este determinată de activitatea desfășurată de același arhitect pentru o altă biserică napoletană, San Giorgio Maggiore (proiectul inițial a implicat realizarea unor mici cupole cu rol secundar ca acoperișuri ale navei, dar a fost modificat în timpul execuției). Potrivit unor cercetători, proiectul lui Fanzago, aprobat la 15 decembrie 1635, a fost al treilea proiect al bisericii.
Din cauza avansării lente a lucrărilor, biserica a fost terminată abia în secolul al XVIII-lea. Când, în 1767, iezuiții au fost expulzați din Regatul Neapolelui, biserica a trecut la cavalerii constantinopolitani, care au dedicat-o Sfântului Ferdinand în onoarea regelui Ferdinand I de Bourbon și au deținut-o până la ocuparea Neapolelui de către Franța napoleoniană.
La 2 februarie 1636 s-a așezat piatra de temelie; șase luni mai târziu, cupola era aproape terminată și, după mai multe întreruperi ale lucrărilor, s-a sfințit prima parte a edificiului în anul 1641.

## Descriere

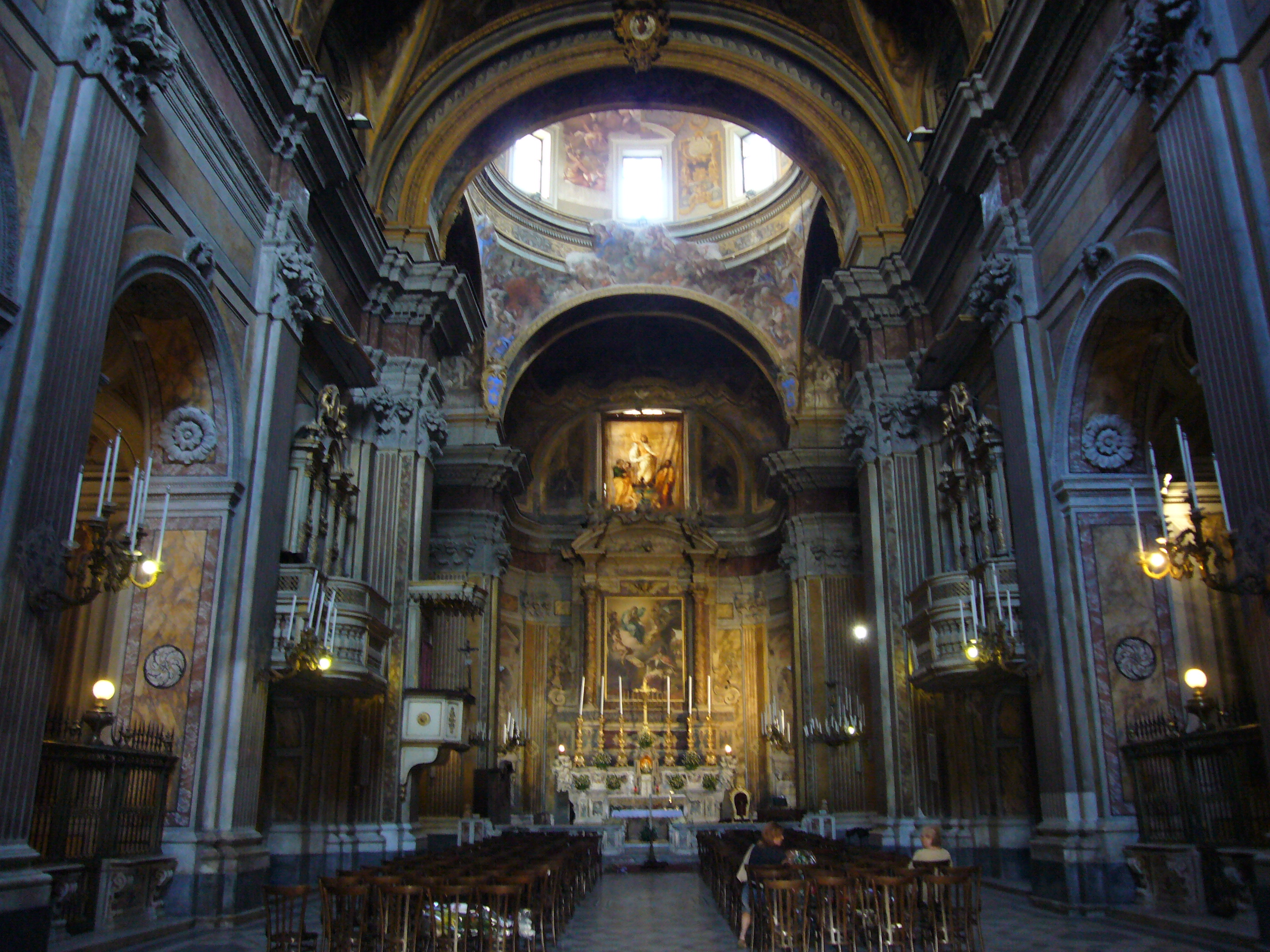
Interior.

Fațada a fost realizată după proiectul lui Cosimo Fanzago; prima realizare din piperno și marmură a fost finalizată în secolul al XVII-lea sub conducerea aceluiași arhitect. În fața intrării a fost plasat un gard de fier forjat și piloni din piatră, ridicați probabil după proiectul lui Francesco Antonio Picchiatti; astăzi, gardul a dispărut, probabil odată cu lucrările de construire ale Galeriei Umberto I la sfârșitul secolului al XIX-lea, care au deteriorat unele părți ale fațadei prin introducerea aripilor laterale ale galeriei. Cea de-a doua fațadă a fost finalizată între anii 1738 și 1759, dar după curățarea urbană a orașului Napoli în secolul al XIX-lea (Risanamento) au fost eliminate bolțile laterale și balustrada de încoronare realizate de Fanzago, introducând, ca în proiectul lui Di Conforto, un timpan clasic.
În interiorul în formă de cruce latină, se află lucrări realizate de Domenico Antonio Vaccaro, un ciclu pictural de Paolo de Matteis și mormântul Luciei Migliaccio, proiectat de Tito Angelini.